# 羅馬大火
羅馬大火（拉丁語：Magnum Incendium Romae）發生在公元64年7月18日的羅馬，當時羅馬帝國的君主是尼祿。關於這一場火災的種種，由於現在距離事發當年已有近二千年，加之歷代都有人就此事件進行文學創作，故而導致事件發生始末變得模糊。而尼祿本人及當時的早期基督教徒於本事件所扮演的角色更是眾說紛紜。

## 尼禄和大火
罗马大火从公元64年7月18日夜间烧到7月19日。
公元64年7月18日晚、罗马市中心周边的马克西穆斯竞技场附近的商业区起火，加之风势的影响使火势越来越大。大火影响到罗马14个行政区中的10个区，其中3个区被完全烧毁，而其他7个区则仅存有倒塌房屋的废墟。
当时罗马拥有一百万人口，但由于人口不断增加，且许多建筑都是木质结构，街道狭窄，公寓楼因苏拉亦高度集中，多次发生数天都无法扑灭的大火。64年的大火是最严重的一次，花了六天七夜才被完全扑灭。
火灾发生时，尼禄正在他位于昂提乌姆的别墅里，接到火灾的报告后便返回罗马指挥灭火，为灾民安排临时住所和食物。
关于大火的规模存在很大争议。根据塔西佗（大火发生时9岁）的记载，大火蔓延很快，烧了5天。尼禄把失火責任歸咎於基督徒，並發起了羅馬帝國第一次鎮壓基督教的行動。

## 歷史記載的成因
按普遍说法，大火是尼禄皇帝为夺取城中富贵人家的财产及嫁祸基督徒而指示军队放的。
不过，按照历史记载，尼禄皇帝于大火时并不在罗马城，指示放火一说并没有根据。故火灾应是一场意外。
另外，也有怀疑是基督徒放火。

## 大众文化
- 光盘刻录软件Nero Burning ROM就是罗马大火的一语双关用法，这个软件的标志就是大火中的。

## 参看
- Cassius Dio, Roman History, Books 62 (c. 229)
- Suetonius, The Lives of Twelve Caesars, the Life of Nero, 38 (c. 121) （页面存档备份，存于）
- Tacitus, Annals, XV (c. 117)